# La Chasse à l'homme
Pour les articles homonymes, voir Chasse à l'homme (homonymie).
Pour plus de détails, voir Fiche technique et Distribution.
La Chasse à l'homme est un film franco-italien réalisé par Édouard Molinaro, sorti en 1964.

## Synopsis
Dans un milieu bourgeois parisien, Antoine Monteil, jeune maquettiste en publicité, va épouser la fantasque Gisèle, une très jolie jeune femme du monde. Le meilleur ami du futur marié, Julien Brenot, statisticien, célibataire endurci et divorcé, tente obstinément de l'en dissuader lors de sa dernière soirée d'homme libre. Tous les arguments sont bons pour évoquer ses exploits et expériences malheureuses de couple et les péripéties de son aventure avec Denise Heurtin, 17 ans, secrétaire et vierge professionnelle. Juste avant le mariage, ils prennent un verre au bistrot de Fernand, ancien truand et maquereau, mari de Sophie, fille d'un patron de café. Quand Fernand lui décrit les avanies de la vie maritale, Antoine convaincu s'enfuit. Il part en solitaire faire la croisière grecque prévue pour le voyage de noces. Sur le bateau il rencontre la séduisante Françoise Bricart, alias Sandra Sadon, arnaqueuse professionnelle, qui le charme et finit par le dévaliser ; mais qu'il décide d'épouser. Avant le mariage, il croise Fernand qui vit désormais avec la très riche et plus très jeune Mme Armande. Quant à Julien, à peine entré dans la mairie, il est frappé par un irrésistible coup de foudre pour une jolie brune au doux regard.

## Fiche technique
- Titre : La Chasse à l'homme
- Réalisation : Édouard Molinaro, assisté de Pierre Cosson
- Scénario : France Roche, Yvon Guézel, Albert Simonin, Michel Duran et Michel Audiard
- Photographie : Andréas Winding
- Son : Jean Rieul
- Décors : François de Lamothe
- Musique : Michel Magne et Giorgos Zambetas (en)
- Montage : Monique Isnardon et Robert Isnardon
- Production : Robert Amon
- Sociétés de production : Filmsonor, Procinex, Mondex Films, Euro International Film (EIA)
- Directeur de production : Marc Maurette
- Pays d'origine : France, Italie
- Format : Noir et blanc - 1,37:1 - Mono - 35 mm
- Genre : Comédie
- Durée : 100 minutes
- Dates de sortie : 18 septembre 1964 (Italie), 29 septembre 1964 (France)
- Affiches : René Ferracci, Jacques Vaissier (avec Pierre Okley) (France)

## Distribution
- Jean-Claude Brialy : Antoine Monteil
- Claude Rich : Julien Brenot
- Jean-Paul Belmondo : Fernand
- Marie Laforêt : Gisèle, fiancée d'Antoine
- Jacqueline Mille : Odette, sœur de Gisèle
- Marie Dubois : Sophie
- Yvon Sarray : le père de Sophie
- Bernard Meunier : le copain de Sophie
- Micheline Presle : Isabelle Lartois, maîtresse de Julien
- Michel Serrault : Gaston Lartois
- Bernadette Lafont : Flora, une prostituée
- Mireille Darc : Georgina, une prostituée
- Dominique Page : Mauricette
- Catherine Deneuve : Denise Heurtin
- Bernard Blier : M. Heurtin
- Françoise Dorléac : Françoise Picard, alias Clotilde, Elisabeth, Sandra Sadon, Carole, etc.
- Francis Blanche : Kino Papatakis
- Hélène Duc : Mme Armande
- Noël Roquevert : le beau-père
- Patrick Thévenon : Hubert
- Jacques Dynam : un truand
- Henri Attal : un truand
- Dominique Zardi : un truand
- Maurice Auzel : le barman
- Adrien Cayla-Legrand : l'invité chez Walter
- Arlette Balkis : la concierge d'Antoine Monteil

## Autour du film
- Le tournage de la seconde partie s'est déroulé sur l'île de Rhodes, en Grèce.
- À noter les apparitions d'Henri Attal en truand, et du réalisateur Édouard Molinaro en tant qu'amoureux sur le bateau[1].
- Jean-Paul Belmondo, dans le rôle du proxénète repenti, conduit une Lincoln Continental modèle 1961. Ce véhicule appartenait à Georges Garvarentz et on peut également l'apercevoir dans Le Diable et les Dix Commandements, Le Glaive et la Balance, Les Bricoleurs, etc.[réf. nécessaire]
- Francis Blanche, en faux policier grec, parle de la France et de « la défense de toucher le grisbi », référence directe à « Touche pas au grisbi, salope ! » qu'il prononce dans Les Tontons flingueurs, sorti un an plus tôt.
- Marie Dubois et Jean-Paul Belmondo prononcent tour à tour la suite d'adjectifs « gais, entreprenants, dynamiques », suite entendue également dans Les Tontons flingueurs.